# 韩村乡 (保定市)
韩村乡，是中华人民共和国河北省保定市竞秀区下辖的一个乡镇级行政单位。

## 行政区划
韩村乡下辖以下地区：
小边坨村、西廉良村、大边坨村、中鲁岗村、沈庄村、鲁岗辛村、韩村、东鲁岗村和西鲁岗村。